# Nadal Melchiori
Nadal Melchiori, a volte italianizzato in Natale (Castelfranco Veneto, 1671 – circa 1735), è stato un pittore e scrittore italiano.
Figlio di Melchiorre Melchiori, fu molto attivo come pittore e miniatore ad acquerello, ed è principalmente ricordato come erudito per essere l'autore di Vite di pittori veneti e dello Stato.